# البريد المباشر لجمع التبرعات
البريد المباشر لجمع التبرعات هو شكل من اشكال التسويق المباشر بصورة عامة تستخدمه المنظمات الغير ربحية في أمريكا الشمالية وأوروبا لتجنيد أو «طلب» متبرعين أو أعضاء جدد لإعلام، وزراعة، واعادة التماس، و«ترقية» مرحلة مساهماتهم أو واجباتهم. هذه التقنية اثبتت فعاليتها بنفس المستوى في دول أخرى عبر العالم. استعمالاتها تنتشر بسرعة.
الاستخدام المحترف للبريد المباشر لجمع التبرعات تتطلب فهماً لمبادئ وتطبيقات التسويق المباشر والانضباط في جمع التبرعات. في التسويق المباشر، الممارسين يستعرضون عدد كبير من الآفاق والمتبرعين من خلال عدسة من الاحصائيات. جمع التبرعات يعلمنا كيف نستعرض آفاق أو متبرعين كأفراد، بقيم ومعتقدات وتفضيلات مميزة.

## تاريخ وتطور البريد المباشر لجمع التبرعات في الولايات المتحدة
في شكلها المعاصر، البريد المباشر لجمع التبرعات ظهر في الولايات المتحدة بعد الحرب العالمية الثانية، عندما بحثت المنظمات الخيرية الوطنية (كجمعية ختم عيد الفصح الوطنية) عن طرق لتوسيع اسس جمع التبرعات لديهم.